# Maris al Calcedonului
Maris a fost un episcop al Calcedonului în secolul al IV-lea și un susținător proeminent al arianismului.
El este cunoscut în istorie în calitate de participant la Sinodul Ecumenic de la Niceea din anul 325. A fost unul dintre episcopii arieni prezenți la acel Sinod. A semnat, în cele din urmă, Crezul de la Niceea împreună cu ceilalți susținători ai arianismului, Zopyrus al Barcăi, Eusebiu al Nicomidiei și Teognis al Niceei. A fost exilat împreună cu ceilalți trei episcopi arieni.
Cronicile istorice menționează că mai târziu, în anul 362, după ce a rămas orb, a avut o confruntare cu împăratul anticreștin Iulian Apostatul. Împăratul Iulian i-a spus: „Zeul tău galilean nu-ți va vindeca vederea”, la care Maris i-a răspuns: „Îi mulțumesc lui Dumnezeu că m-a lipsit de capacitatea de a-ți privi fața”.